# Марта Кауффман
Марта Кауфман (нар. 21 вересня 1956) — американська телевізійна сценаристка, режисерка, продюсерка, найбільш відома як співавторка ситкому «Друзі» разом зі своїм давнім другом Девідом Крейном. І Кауфман, і Крейн були також виконавчими продюсерами шоу разом із Кевіном Брайтом. Кауфман і Крейн продюсували також «Шафу Вероніки» та «Джессі». З 2005 по 2006 рік була виконавчою продюсеркою комедійної ТБ-драми «Related». Марта Кауфман створила серіал Netflix «Грейс і Френкі».

## Життєпис
Народившись у єврейській родині в передмісті Філадельфії, Кауфман відвідувала середню школу Марпл Ньютаун, розташовану в шкільному окрузі Марпл Ньютаун поблизу Філадельфії. Кауфман відвідувала Університет Брандейса, де здобула ступінь бакалавра театрального мистецтва в 1978 році. Під час перебування там була сестрою жіночого товариства Sigma Delta Tau. Кауфман також вивчала акторську майстерність у The Neighborhood Playhouse School of the Theatre у Нью-Йорку.
Кауфман одружилася з Майклом Склоффом, який пізніше став композитором основної пісні серіалу «Друзі», і жила в Лос-Анджелесі. У пари було троє спільних дітей.

## Кар'єра
Співзаснувала продюсерську компанію «Okay Goodnight» разом з Роббі Толліном і Ханною Кантер. Телевізійна студія Fox 21 у січні 2020 року підписала багаторічну угоду, що розпочинається з екранізації роману «Мрійники» разом із компанією Littlefield.